# .ua
.uaは国別コードトップレベルドメイン（ccTLD）の一つで、ウクライナに割り当てられている。

## 第二レベルドメイン
- com.ua: 商業用
- gov.ua: 政府用
- net.ua: ネットワークサービスプロバイダ用
- edu.ua: 教育組織用
- org.ua: その他の非営利組織用
- in.ua: 個人用